# نقطة بوا
نقطة بوا (بالإنجليزية: Boas' point)‏ هي منطقة مؤلمة ومجسوسة إلى اليسار من الفقرة الصدرية الثانية عشرة، وتَحصل في مَرضى القرحة الهضمية.

## التسمية
تمت تسميتها نسبةً إلى إسمار إيزيدور بوا.